# 말로야 고개
말로야 고개(이탈리아어: Passo del Maloja, 독일어: Malojapass)(해발 1815m)는 그라우뷘덴주의 스위스 알프스에 있는 높은 산길로, 엥가딘과 브레갈리아 계곡을 연결하며, 여전히 스위스에 있고 키아벤나는 이탈리아에 있다. 그것은 다뉴브강과 포강 유역 사이의 구분을 표시한다. Lägh da Bitabergh는 고개 근처에 있다.
거리와 고도가 있는 키아벤나에서 실바플래나까지의 도로 :
- 0 km 키아벤나 333 m
- 10 km 카스타세냐 (이탈리아-스위스 국경) 696 m
- 13 km 프로몬토그노 802 m
- 16km 스팜타 994m
- 18km 보르고노보 1029m
- 19km 비코소프라노 1065m
- 27 km 카사치아 1458 m
- 32 km 말로야 고개 1815 m
- 33 km 말로야 1809 m
- 40 km 실스 임 엥가딘/실 1798 m
- 44 km 실바플래나 1802 m

말로야 고개는 겨울에도 개방을 한다. 그러나 폭설이 내린 후에는 도로가 몇 시간 또는 하루종일 폐쇄될 수 있다. 도로가 열려 있더라도 눈으로 덮여 있어서 윈터/스노우 타이어 또는 체인이 필수품이다.